# Arnaud Nordin
Arnaud Nordin (ur. 17 czerwca 1998 w Paryżu) – francuski piłkarz pochodzenia martynikańskiego występujący na pozycji skrzydłowego we francuskim klubie Montpellier HSC.

## Kariera klubowa

### AS Saint-Étienne
W 2013 roku dołączył do akademii AS Saint-Étienne. W 2016 roku został przesunięty do pierwszego zespołu. Zadebiutował 25 września 2016 w meczu Ligue 1 przeciwko Lille OSC (3:1), w którym zdobył swoją pierwszą bramkę. W listopadzie 2016 podpisał profesjonalny kontrakt z klubem. 24 listopada 2016 zadebiutował w fazie grupowej Ligi Europy w meczu przeciwko 1. FSV Mainz 05 (0:0).

### AS Nancy
7 sierpnia 2017 został wysłany na wypożyczenie do klubu AS Nancy. Zadebiutował 14 sierpnia 2017 w meczu Ligue 2 przeciwko Nîmes Olympique (0:0). Pierwszą bramkę zdobył 22 sierpnia 2017 w meczu Pucharu Ligi Francuskiej przeciwko US Orléans (2:2 k. 4:2). Pierwszą bramkę w lidze zdobył 9 kwietnia 2018 w meczu przeciwko RC Lens (1:1).

### AS Saint-Étienne
30 czerwca 2018 powrócił do drużyny z wypożyczenia. 18 marca 2019 przedłużył kontrakt z klubem do 2022 roku.

## Kariera reprezentacyjna

### Francja U-21
W 2019 roku otrzymał powołanie do reprezentacji Francji U-21. Zadebiutował 10 października 2019 w meczu eliminacji do Mistrzostw Europy U-21 2021 przeciwko reprezentacji Azerbejdżanu U-21 (5:0), w którym zdobył swoją pierwszą bramkę.

## Statystyki

### Klubowe
(aktualne na dzień 26 czerwca 2021)
| Klub               | Sezon              | Liga               | Liga  | Liga   | Puchar kraju | Puchar kraju | Puchar ligi | Puchar ligi | Europa | Europa | Suma  | Suma   |
| Klub               | Sezon              | Liga               | Mecze | Bramki | Mecze        | Bramki       | Mecze       | Bramki      | Mecze  | Bramki | Mecze | Bramki |
| ------------------ | ------------------ | ------------------ | ----- | ------ | ------------ | ------------ | ----------- | ----------- | ------ | ------ | ----- | ------ |
| AS Saint-Étienne   | 2016/17            | Ligue 1            | 15    | 2      | 1            | 0            | 1           | 0           | 2      | 0      | 19    | 2      |
| AS Saint-Étienne   | Ogólnie            | Ogólnie            | 15    | 2      | 1            | 0            | 1           | 0           | 2      | 0      | 19    | 2      |
| AS Nancy (wyp.)    | 2017/18            | Ligue 2            | 27    | 4      | 2            | 1            | 1           | 1           | –      | –      | 30    | 6      |
| AS Nancy (wyp.)    | Ogólnie            | Ogólnie            | 27    | 4      | 2            | 1            | 1           | 1           | 0      | 0      | 30    | 6      |
| AS Saint-Étienne   | 2018/19            | Ligue 1            | 25    | 3      | 1            | 0            | 1           | 0           | –      | –      | 27    | 3      |
| AS Saint-Étienne   | 2019/20            | Ligue 1            | 18    | 1      | 3            | 2            | 1           | 0           | 6      | 0      | 28    | 3      |
| AS Saint-Étienne   | 2020/21            | Ligue 1            | 32    | 4      | 1            | 0            | –           | –           | –      | –      | 33    | 4      |
| AS Saint-Étienne   | Ogólnie            | Ogólnie            | 75    | 8      | 5            | 2            | 2           | 0           | 6      | 0      | 88    | 10     |
| Ogólnie w karierze | Ogólnie w karierze | Ogólnie w karierze | 117   | 14     | 8            | 3            | 4           | 1           | 8      | 0      | 137   | 18     |

### Reprezentacyjne
(aktualne na dzień 26 czerwca 2021)
| Reprezentacja | Rok     | Mecze | Bramki |
| ------------- | ------- | ----- | ------ |
| Francja U-21  |         |       |        |
| 2019          | 4       | 1     |        |
| 2020          | 3       | 0     |        |
| Ogólnie       | Ogólnie | 7     | 0      |

| Mecze i gole w reprezentacji | Mecze i gole w reprezentacji | Mecze i gole w reprezentacji | Mecze i gole w reprezentacji | Mecze i gole w reprezentacji | Mecze i gole w reprezentacji | Mecze i gole w reprezentacji | Mecze i gole w reprezentacji |
| Lp.                          | Data                         | Miejsce                      | Gospodarz                    | Gość                         | Wynik                        | Gol                          | Rozgrywki                    |
| ---------------------------- | ---------------------------- | ---------------------------- | ---------------------------- | ---------------------------- | ---------------------------- | ---------------------------- | ---------------------------- |
| 1.                           | 10.10.2019                   | Calais                       | Francja U-21                 | Azerbejdżan U-21             | 5:0                          | Gol                          | el. ME U-21 2021             |
| 2.                           | 15.10.2019                   | Dunajská Streda              | Słowacja U-21                | Francja U-21                 | 3:5                          |                              | el. ME U-21 2021             |
| 3.                           | 15.11.2019                   | Tomblaine                    | Francja U-21                 | Gruzja U-21                  | 3:2                          |                              | el. ME U-21 2021             |
| 4.                           | 19.11.2019                   | Neuchâtel                    | Szwajcaria U-21              | Francja U-21                 | 3:1                          |                              | el. ME U-21 2021             |
| 5.                           | 04.09.2020                   | Gori                         | Gruzja U-21                  | Francja U-21                 | 0:2                          |                              | el. ME U-21 2021             |
| 6.                           | 07.09.2020                   | Sumgait                      | Azerbejdżan U-21             | Francja U-21                 | 1:2                          |                              | el. ME U-21 2021             |
| 7.                           | 08.10.2020                   | Strasburg                    | Francja U-21                 | Liechtenstein U-21           | 5:0                          |                              | el. ME U-21 2021             |

## Życie prywatne
Nordin urodził się w Paryżu, we Francji. Posiada obywatelstwo francuskie i jest pochodzenia martynikańskiego.